# Notsodipus
Genre
Notsodipus est un genre d'araignées aranéomorphes de la famille des Lamponidae.

## Distribution
Les espèces de ce genre sont endémiques d'Australie.

## Liste des espèces
Selon World Spider Catalog (version 17.5, 25/10/2016) :
- Notsodipus barlee Platnick, 2000
- Notsodipus bidgemia Platnick, 2000
- Notsodipus blackall Platnick, 2000
- Notsodipus broadwater Platnick, 2000
- Notsodipus capensis Platnick, 2000
- Notsodipus dalby Platnick, 2000
- Notsodipus domain Platnick, 2000
- Notsodipus innot Platnick, 2000
- Notsodipus keilira Platnick, 2000
- Notsodipus linnaei Platnick & Dupérré, 2008
- Notsodipus magdala Platnick, 2000
- Notsodipus marun Platnick, 2000
- Notsodipus meedo Platnick, 2000
- Notsodipus muckera Platnick, 2000
- Notsodipus quobba Platnick, 2000
- Notsodipus renmark Platnick, 2000
- Notsodipus upstart Platnick, 2000
- Notsodipus visio Platnick, 2000

## Publication originale
- Platnick, 2000 : A relimitation and revision of the Australasian ground spider family Lamponidae (Araneae: Gnaphosoidea). Bulletin of the American Museum of Natural History, no 245, p. 1-330 (texte intégral).